# Zapalenie pnia mózgu Bickerstaffa
Zapalenie pnia mózgu Bickerstaffa (zapalenie pnia mózgu Bickerstaffa, ang. Bickerstaff's (brainstem) encephalitis) – rzadka choroba układu nerwowego o naturze autoimmunologicznej, w której dochodzi do uszkodzenia pnia mózgu. Chorobę opisali w 1951 Edwin Bickerstaff i Cloake.
Na obraz kliniczny zapalenia pnia mózgu Bickerstaffa składają się postępująca oftalmoplegia zewnętrzna, ataksja, wzmożenie odruchów głębokich, zaburzenia świadomości. Rokowanie zazwyczaj jest dobre. Na typowy obraz choroby w MRI składają się zmiany ograniczone do głębokich struktur mózgowia, hiperintensywne w sekwencji T2 i ulegające wzmocnieniu kontrastowemu w sekwencji T1.